# Bory (Staniszewo)
Bory – część wsi Staniszewo w Polsce, położona w województwie pomorskim, w powiecie kartuskim, w gminie Kartuzy.
W latach 1975–1998 Bory należały administracyjnie do województwa gdańskiego